# Sticherus decurrens
Sticherus decurrens là một loài dương xỉ trong họ Gleicheniaceae. Loài này được Raddi J. Gonzales mô tả khoa học đầu tiên năm 2011.